# Dallas-Fort Worth Film Critics Association Award per il miglior film d'animazione
Il Dallas-Fort Worth Film Critics Association Award per il miglior film d'animazione (Dallas–Fort Worth Film Critics Association Award for Best Animated Film) è una categoria di premi assegnata dalla Dallas-Fort Worth Film Critics Association per il miglior film d'animazione dell'anno.

## Vincitori e candidati
I vincitori sono indicati in grassetto.  

### Anni 1990
- 1990: Bianca e Bernie nella terra dei canguri (The Rescuers Down Under), regia di Hendel Butoy e Mike Gabriel
- 1991: La bella e la bestia (Beauty and the Beast), regia di Gary Trousdale e Kirk Wise
- 1992: Aladdin, regia di Ron Clements e John Musker
- 1993: Nightmare Before Christmas (Tim Burton's The Nightmare Before Christmas), regia di Henry Selick
- 1994: Il re leone (The Lion King), regia di Roger Allers e Rob Minkoff
- 1995: Toy Story - Il mondo dei giocattoli (Toy Story), regia di John Lasseter
- 1996: James e la pesca gigante (James and the Giant Peach), regia di Henry Selick
- 1997: Anastasia, regia dia Don Bluth e Gary Goldman
- 1998: Il principe d'Egitto (The Prince of Egypt), regia di Brenda Chapman, Steve Hickner e Simon Wells
- 1999: Il gigante di ferro (The Iron Giant), regia di Brad Bird

### Anni 2000
- 2000: Galline in fuga (Chicken Run), regia di Peter Lord e Nick Park
- 2001: Shrek, regia di Andrew Adamson e Vicky Jenson
- 2002: La città incantata (千と千尋の神隠し), regia di Hayao Miyazaki
- 2003: Alla ricerca di Nemo (Finding Nemo), regia di Lee Unkrich
- 2004: Gli Incredibili - Una "normale" famiglia di supereroi (The Incredibles), regia di Brad Bird
- 2005
  1. Wallace & Gromit - La maledizione del coniglio mannaro (Wallace & Gromit: The Curse of the Were-Rabbit), regia di Nick Park
  2. La sposa cadavere (Corpse Bride), regia di Mike Johnson e Tim Burton
- 2006
  1. Happy Feet, regia di George Miller
  2. Monster House, regia di Gil Kenan
- 2007: Ratatouille, regia di Brad Bird e Jan Pinkava
- 2008
  1. WALL•E, regia di Andrew Stanton
  2. Kung Fu Panda, regia di Mark Osborne e John Stevenson
- 2009
  1. Up, regia di Pete Docter e Bob Peterson
  2. Fantastic Mr. Fox, regia di Wes Anderson

### Anni 2010
- 2010
  1. Toy Story 3 - La grande fuga (Toy Story 3), regia di Lee Unkrich
  2. Dragon Trainer (How to Train Your Dragon), regia di Chris Sanders e Dean DeBlois
- 2011
  1. Rango, regia di Gore Verbinski
  2. Le avventure di Tintin - Il segreto dell'Unicorno (The Adventures of Tintin), regia di Steven Spielberg
- 2012
  1. ParaNorman, regia di Sam Fell e Chris Butler
  2. Frankenweenie, regia di Tim Burton
  3. Pirati! Briganti da strapazzo (The Pirates! In an Adventure with Scientists), regia di Peter Lord
- 2013
  1. Frozen - Il regno di ghiaccio (Frozen), regia di Chris Buck e Jennifer Lee
  2. Cattivissimo me 2 (Despicable Me 2),regia di Pierre Coffin e Chris Renaud
- 2014
  1. The LEGO Movie, regia di Phil Lord e Christopher Miller
  2. Big Hero 6, regia di Don Hall e Chris Williams
- 2015
  1. Inside Out, regia di Pete Docter e Ronnie del Carmen
  2. Anomalisa, regia di Charlie Kaufman e Duke Johnson
- 2016
  1. Kubo e la spada magica (Kubo and the Two Strings), regia di Travis Knight
  2. Oceania (Moana), regia di John Musker e Ron Clements
- 2017
  1. Coco, regia di Lee Unkrich e Adrian Molina
  2. Loving Vincent (lett. "Con affetto, Vincent"), regia di Dorota Kobiela e Hugh Welchman
- 2018
  1. L'isola dei cani (Isle of Dogs), regia di Wes Anderson
  2. Spider-Man - Un nuovo universo (Spider-Man: Into the Spider-Verse), regia di Bob Persichetti, Peter Ramsey e Rodney Rothman
- 2019
  1. Toy Story 4, regia di Josh Cooley
  2. Dov'è il mio corpo? (J'ai perdu mon corps), regia di Jérémy Clapin

### Anni 2020
- 2020
  1. Soul, regia di Pete Docter
  2. Wolfwalkers - Il popolo dei lupi (Wolfwalkers), regia di Tomm Moore e Ross Stewart
- 2021[1]
  1. Encanto, regia di Charise Castro Smith
  2. I Mitchell contro le macchine (The Mitchells vs the Machines), regia di Mike Rianda e Jeff Rowe
- 2022[2]
  1. Pinocchio di Guillermo del Toro, regia di Guillermo del Toro
  2. Marcel the Shell with Shoes On, regia di Dean Fleischer-Camp

- 2023[3]
  1. Il ragazzo e l'airone (君たちはどう生きるか), regia di Hayao Miyazaki
  2. Spider-Man: Across the Spider-Verse, regia di Joaquim Dos Santos, Kemp Powers e Justin K. Thompson

- 2024[4]
  1. Il robot selvaggio (The Wild Robot), regia di Chris Sanders
  2. Flow - Un mondo da salvare (Straume), regia di Gints Zilbalodis